# Sainte-Honorine-la-Guillaume
Sainte-Honorine-la-Guillaume is een gemeente in het Franse departement Orne (regio Normandië) en telt 330 inwoners (1999). De plaats maakt deel uit van het arrondissement Argentan.

## Geografie
De oppervlakte van Sainte-Honorine-la-Guillaume bedraagt 14,9 km², de bevolkingsdichtheid is 22,1 inwoners per km².
De onderstaande kaart toont de ligging van Sainte-Honorine-la-Guillaume met de belangrijkste infrastructuur en aangrenzende gemeenten.

## Demografie
Onderstaande figuur toont het verloop van het inwonertal (bron: INSEE-tellingen).